# 与上帝有约
《与上帝有约》（英語：A Contract with God and Other Tenement Stories）是美国漫画家威尔·埃斯纳1978年的圖像小說，故事环主要围绕住在纽约廉租公寓的穷困犹太人展开。埃斯纳后来还推出两本续作，分别是1988年的《生命力》和1995年的《德罗普西大道》。虽然“图像小说”一词并非埃斯纳首创，但却是靠《与上帝有约》才走入大众视野。
书中包含四个相互独立的故事：《与上帝有约》讲述虔诚信教的男子在养女死亡后抛弃信仰；《街头歌手》描写过气女星企图勾引潦倒的街头歌手，对方也一心想要利用她；《管理员》叙述经常欺负人的种族主义者被误控为恋童癖后自杀；《独自做饭》将多人在卡茲奇山度假的故事交织起来。四个故事的主题涉及挫折、幻灭、暴力和种族认同问题。埃斯纳从非常戏剧化的视角使用大张单色图像，强调漫画人物的面部表情，绝大多数图案周围没有传统边框。
埃斯纳早在1936年就开始创作漫画，虽然业界长期认为漫画只是很浅薄的媒体，但他一直心存抱负。由于缺乏志同道合的战友，他于1952年结束招牌作品《闪灵侠》后离开漫画界。面对漫画迷的热情，埃斯纳在20世纪70年代回归，开始落实漫画融合文学创作的设想。他希望由主流发行商出版《与上帝有约》，图书经传统书店而非直接市场的漫画商店销售。1978年，小型出版社从男爵图书发行本书，并以“图像小说”之名宣传，此后图像小说就成为图书长度漫画的常用名称。作品起初销售低迷，但赢得其他漫画家的认可，此后又经多家规模更大的出版社再版。《与上帝有约》令作者身为漫画元老的地位更形巩固，他继续投身图像小说和漫画理论作品创作直至2005年谢世。

## 内容摘要
《与上帝有约》融通俗剧和社会现实主义风格于一体，作者在开头介绍“位于布朗克斯的廉租公寓”，书中包含的四个故事都以这幢公寓楼为背景，一定程度上都源自埃斯纳在布朗克斯廉租公寓的成长经历和回忆。作者意图通过本书探索在他看来缺乏记载的犹太裔美国人历史领域，进而证明当时普遍认为缺乏深度的漫画媒体也足以表达成熟文学内涵。埃斯纳在序言中表示，有意将漫画夸张程度保持在现实范围内。

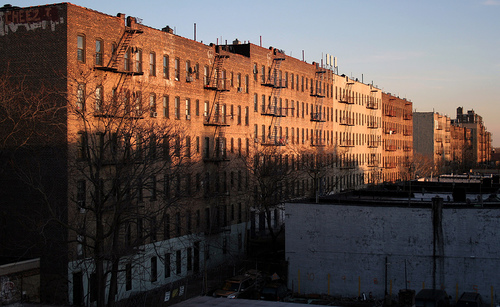
威尔·埃斯纳儿时在类似上图的布朗克斯廉租公寓度过，书中故事就由他的童年回忆衍生

埃斯纳的女儿爱丽丝（Alice）去世时年仅16岁，书中第一个故事《与上帝有约》就源自作者对此事的感受。他在图书2006年再版的序言中首度谈及这段经历，故事中就反映当时他对神的态度。《街头歌手》（The Street Singer）和《管理员》（The Super）都是虚构情节，但都源自他对儿时在公寓楼遇到形形色色人物的记忆。《独自做饭》（Cookalein）是最接近自传的作品，人物“威利”（Willie）和作者童年时的绰号一样。埃斯纳自认写出这个故事“需要很大决心甚至勇气”。
故事中的情色内容突出，虽不至像地下漫画鼓吹享乐主义的笔触那样直白得过火，但也与作者身为中年商人的保守生活方式对比显著。书中没有亵渎或淫秽的语句，文学批评家乔什·兰伯特（Josh Lambert）认为，《与上帝有约》的性爱内容不至多到让人觉得不妥，人物颇为失意或充满愧疚。

### 《与上帝有约》
弗里姆·赫什是俄国非常虔诚的哈西迪犹太人，他曾与神在石碑上签约，后来过上美好的生活，却以为这份富足都源自他取得的成功。赫什迁居纽约，住进德罗普西大道（Dropsie Avenue）55号的廉租公寓楼，生活简朴，一心向神奉献。他在门前发现被遗弃的女婴拉切尔（Rachele），于是把她收养，但拉切尔却突然因急病夭折。愤怒的赫什指责神违背契约，他背弃信仰，剃掉胡须，与外邦情妇住进豪华的顶层公寓，过着鄙吝的商人生活。他非法挪用受委托的犹太教堂债卷，将穷苦时住过的公寓楼买下。但因对新的生活方式不满意，赫什又决定与神签订新契约填补心中空虚。他请多名拉比起草新契约，但却在带契约回家时心脏病发去世。男孩施洛伊姆（Shloime）发现赫什过去的老契约，于是在上面签下名字。2006年再版时，埃斯纳在故事末尾增加一页，描写施洛伊姆顺着楼梯走进公寓。
据埃斯纳回忆，《与上帝有约》的创作历程就像“在个人悲楚中磨练”，因为此时他仍对女儿爱丽丝年仅16岁就死于白血病悲痛不已。作者在前期草稿中为赫什的养女取名爱丽丝，并通过赫什表达心中痛苦。埃斯纳称，赫什与神的争执就是他心中所想。“我驱散心中对神的愤怒，这种愤怒已经违背我的信仰，在可爱的女儿刚如鲜花般盛开时剥夺她的生命。”

### 《街头歌手》
玛塔·玛丽亚（Marta Maria）曾是大红大紫的歌剧女王，但因丈夫酗酒被迫放弃事业。发现在公寓楼间小巷表演的街头歌手艾迪（Eddie）后，年岁渐长的玛丽亚想要勾引他，以指导艾迪表演的机遇重返演艺界。但艾迪从她手中拿到买衣服的钱后却拿来买威士忌并回到一直受他虐待的怀孕妻子身边，她也是为丈夫放弃事业的艺人。艾迪想利用玛丽亚在演艺界打响名气，但却没有记下她的地址，那些廉租公寓楼在他看来都一样，根本不知道从哪里找起。
埃斯纳曾看到失业男子在公寓楼周围献唱“流行歌曲或走调歌剧选段”换取他人施舍零钱，还曾给过几次硬币，觉得他的故事能让《街头歌手》成为“不朽的篇章”。

### 《管理员》
斯克鲁格斯先生（Mr. Scuggs）是德罗普西大道55号公寓楼的管理员，是反犹太主义者，房客对他又怕又不信任。法费尔夫人（Mrs. Farfell）也是楼中房客，她的小侄女罗茜（Rosie）来到斯克鲁格斯的公寓，声称只要给五美分，就可以看一下她的内裤。罗茜拿到硬币后毒死斯克鲁格斯的狗雨果（Hugo），这也是他唯一的伴侣，还偷走他的钱。斯克鲁格斯在巷子里追上罗茜，但其他房客看到后报警，指控他想要性侵未成年人。斯克鲁格斯跑回公寓，在警察破门而入前抱着雨果的尸体开枪自尽。
据作者回忆，他童年生活公寓楼的管理员为人神秘而且让人深感威胁，书中故事是根据此人创作但纯属虚构。2006年再版时，埃斯纳在故事末尾增加一页，叙述罗茜清点赃款。

### 《自助渡假村》

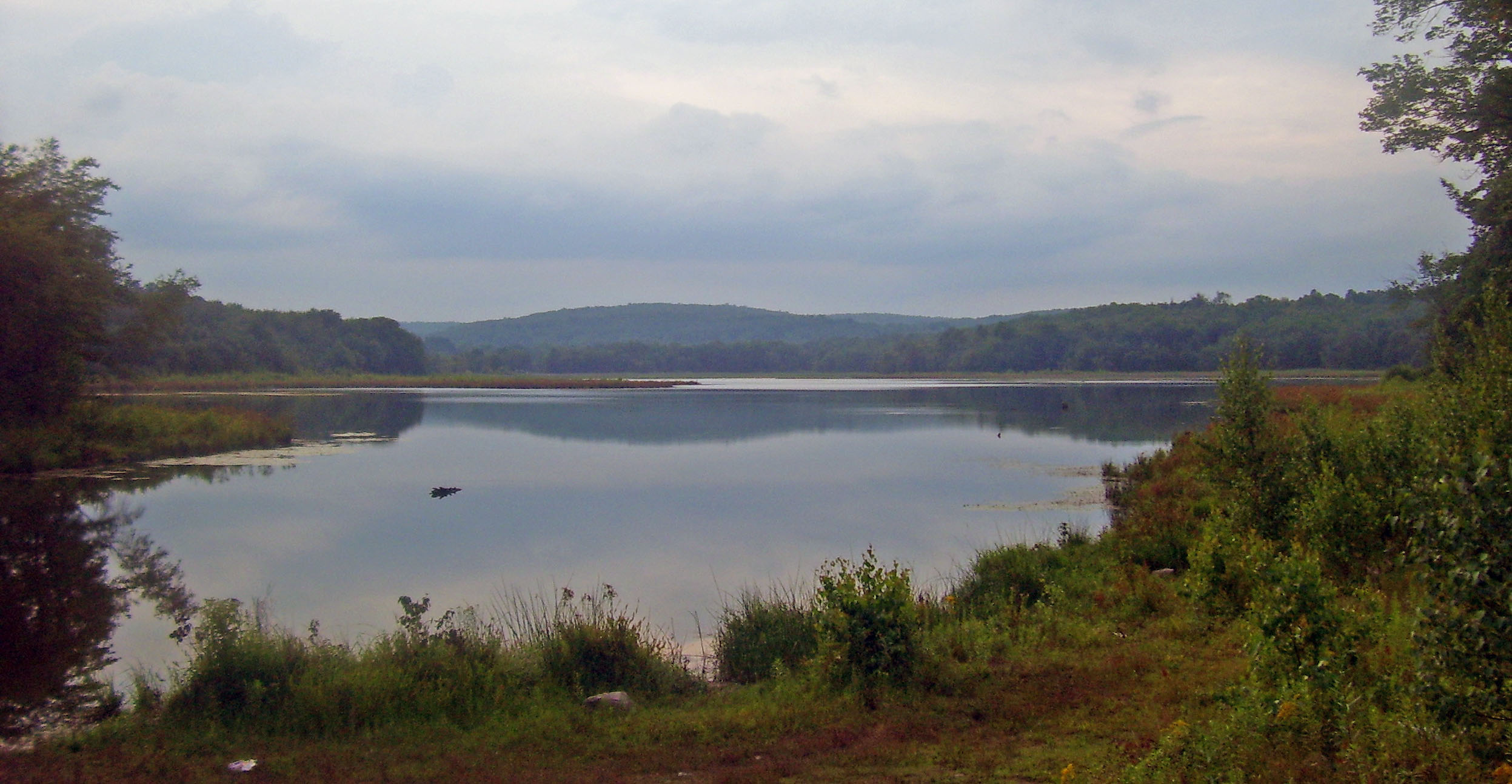
卡茲奇山的银湖，位于纽约州沙利文县伍德里奇

《自助渡假村》讲述德罗普西大道55号公寓楼房客到乡下度假的故事。为与情妇独处，山姆（Sam）将妻儿送到卡茲奇山某个能（意第緒語，意为“独自開伙”）的地方。
服装裁剪工本尼（Benny）和秘书高尔迪（Goldie）都住在“独自做饭”附近的高档酒店，本尼想娶富家女，高尔迪要嫁多金汉，两人都以为对方就是理想目标，本尼在发现事情真相后强奸高尔迪。曾追求高尔迪被拒的实习醫生赫比（Herbie）主动照顾她，本尼又开始追求获得大笔财产的女继承人。山姆15岁的儿子威利受到大龄女子勾引，但却被她丈夫发现，他先毒打女子，然后又当着威利的面和她做爱。
暑期临近尾声，房客们返回德罗普西大道。高尔迪和赫比已经订婚，本尼确信能凭婚姻进入钻石业。这段经历对威利影响很大，但他没有说出来，一家人打算搬到别的地方。2006年再版时，埃斯纳在故事末尾增加一页，显示威利从阳台向外张望，画面是他的背影。
与另外三个故事相比，《自助渡假村》最具自传风格，文中部分人物直接沿用作者本人和家人的真名，如父母山姆和芬妮，兄弟佩蒂和自己的绰号“威利”。埃斯纳还称，《自助渡假村》“融想象和回忆于一体”，是对他“刚成年时经历的真实记载”。

## 背景

20世纪20至30年代兴起的无字小说对埃斯纳影响很大，上图是法朗士·麦绥莱勒1918年作品《一个人的受难》

威尔·埃斯纳1917年生于纽约，家人是穷苦的犹太裔移民。他想投身艺术事业，但这需要到一流大学研究，当时家中经济条件根本无法负担。所以就像同代其他许多人一样，他转以漫画为艺术突破口，1936年就开始职业创作。20世纪30年代末，埃斯纳与他人合伙办公司创作漫画，但在1940年退出，开始创作他最富盛名的作品《闪灵侠》，这年起作为报纸插页连载，一直刊登到1952年。1948年，埃斯纳创办美国视觉公司（American Visuals Corporation），主要提供教育、商业漫画和相关媒体作品，并在《闪灵侠》完结后全身心投入。随着20世纪70年代漫画粉丝文化的兴起，埃斯纳发现《闪灵侠》在20年后仍有市场，漫画爱好者希望看到他更多的作品。1972年美国视觉公司停业后，埃斯纳与地下漫画出版商丹尼斯·基钦（Denis Kitchen）达成协议再版《闪灵侠》，其他的再版要求接踵而至，但埃斯纳不想创作新的《闪灵侠》故事，而是希望写出更严肃的作品。他在1938年首度接触林德·沃德（Lynd Ward）的无字小说，还看过佛拉芒画家法朗士·麦绥莱勒和德国画家奥托·努克（Otto Nückel）的同类作品，这些作品都对他的创作有一定影响。
早在创作《闪灵侠》时，埃斯纳对漫画就有更大的艺术抱负，他从20世纪50年代开始设想创作图书长度的漫画，但却一直无法获得足够支持。当时的公众和其他丛业者都认为漫画属于低档娱乐，1960年全国漫画家协会会议期间，魯布·戈德堡斥责埃斯纳异想天开，称：“你就和我们一样，不过是搞杂耍的……永远都不要忘记这点！”
20世纪70年代，地下漫画逐渐得到广泛认可，埃斯纳认为昔年构想终有望获市场肯定。1978年，他推出首本面向成人读者的图书长度漫画《与上帝有约》，并借用20世纪60年代开始出现，但一直十分小众的名词“图像小说”宣传，这个词也因此走入大众文化视野。作品销售业绩一般，但对已经实现财务自由的埃斯纳没有影响，他很快就开始创作下一部图画小说《异星生命》（Life on Another Planet）。此后他继续写作，到2005年去世时已经完成另外18部作品，其中两部有自传色彩，包含《独自做饭》中的威利：1986年的《梦者》（The Dreamer）和1991年的《步向风暴核心》（To the Heart of the Storm）。
埃斯纳在宗教家庭长大，但他的信仰并不虔诚。1970年，他16岁的女儿爱丽丝与白血病苦战18个月后撒手人寰。愤怒的埃斯纳质问天神怎能放任如此惨剧发生，然后沉心写作来面对伤痛。创作《与上帝有约》期间，他自我代入弗里姆·赫什，希望借此写出真情实感。

## 风格
《与上帝有约》基本没有传统漫画的方格式布局，文字不是独立于画框外，而是与图画放在一起，许多页面甚至完全没有画框，用建筑或窗户限定画面范围。页面元素相对稀疏，配有注重面部表情的大幅图画。此前的漫画通常会先确定页数，再分配篇幅，但埃斯纳没有这么做，而是不考虑页数限制，一切尊重情节发展需要。作者以戏剧化的深色调垂直视角画面着重刻画城市环境，明暗对比显著，用不同的视觉主题将故事情节联系起来。第一个故事赫什埋葬女儿时，周围是深色垂直线条代表的雨；最后一个故事的结尾，威利凝视城市的天空，外面也是类似的“埃斯纳式”（Eisenshpritz）风格阴雨天气，实现首尾呼应。画作均为单色，采用深褐色调印刷，而非传统漫画的黑白风格。
埃斯纳早期曾创作大量超级英雄漫画，但《与上帝有约》的人物都不是什么英雄，他们经常感到失意和无能为力，哪怕在用看似英勇的行为帮助邻里时也不例外。人物形象属漫画风格，与现实主义风格背景形成对比，但这些背景不及《闪灵侠》细致，作家丹尼斯·奥尼尔（Dennis O'Neil）认为这是模仿印象派对记忆的描绘风格。埃斯纳后来还推出续作，继续探讨《与上帝有约》的人物处境，如1988年的《生命力》（A Life Force）。

## 分析
故事所涉主题包括欲望受挫产生的幻灭和无力感。弗里姆·赫什伤心女儿的死，认为上帝违背契约；街头歌手艾迪找不到想要利用的赞助人，只能回归穷困；高尔迪和威利都曾有过浪漫的理想，但高尔迪险遭奸污，威利受人勾引，理想由此幻灭。故事还通过暴力建立联系，艾迪虐待老婆，勾引威利的妇人也遭丈夫毒打。

《管理员》中罗茜偷走斯克鲁格斯放钱的盒子。书中画面大多像上图这样没有传统漫画中常见的边框，人物也不能简单地用善恶归类

书中人物不能简单地用善恶归类。以《管理员》中的罗茜为例，面对种族歧视而且态度恶劣的管理员，她偷走他的钱，毒死他的狗，还污陷他是恋童癖，最终把他逼上自杀的道路。禁闭也是书中突出的主题，作者采用透视构图，读者眼中的人物被门道、窗户或雨水线条组成的框架所限。弗里姆·赫什意图摆脱东欧反犹太主义的压迫；《独自做饭》的最后，人物决定离开公寓楼，画面营造出摆脱公寓楼乃至整个城市禁闭的兴奋感。
学者德里克·罗耀尔（Derek Royal）称，犹太民族文化在书中地位显著。《与上帝有约》和《独自做饭》中的犹太宗教和文化特征十分突出，但另外两个故事就没有提供多少涉及犹太人生活的外在证据。《与上帝有约》和《独自做饭》还在城市以外背景中进一步强调人物的犹太人身份，虔诚的赫什来自俄罗斯乡村，《独自做饭》中位于卡茲奇山的地点在20世纪通常被当成犹太人静休胜地。作者通过社区来传达犹太人身份认同。他把各人的故事和各个人物并列，他们的经历不同，彼此立场和观念可能针锋相对，使得书中对犹太人的定义不会太显单一，只是通过社区刻画让读者把各个人物和犹太人的身份联系起来。罗耀尔指出，埃斯纳表现出美国身份认同中难以调和的问题，不同民族彼此同化的同时，又因所在族裔团体所限发生冲突。随着情节推进，人物的同化已经不仅仅局限在犹太民族，呈现的变革可能相互矛盾，人物往往因此付出代价。
罗耀尔认为，《与上帝有约》对漫画乃至犹太文学和美国种族文学的研究意义重大。当代犹太散文中的故事环既独立成章，又能在一定程度上作为合集相互补充，《与上帝有约》也是如此，罗耀尔据此认为，本书与其说是“图像小说”，倒不如说更像“图像故事环”。在他看来，犹太散文中的故事环和本书异曲同工，都强调观点多样化，“就像永远不能用单一的定义衡量美国种族文学一样”。
美术评论员彼得·谢尔达尔（Peter Schjeldahl）认为，美国漫画原本不适合严肃议题，特别是融合真实社会历史的话题，但埃斯纳的作品已经超脱这种限制。部分评论批评书中对人物刻板定型的描绘，但作家杰里米·道伯（Jeremy Dauber）反驳称，这些形象源自作者儿时的记忆，以及犹太人对廉租公寓的感受。还有评论认为，漫画风格的人物设计与故事的现实主义风格冲突，但奥尼尔等人主张这样的风格非常恰当，能够从印象派角度更适当地反映童年回忆。

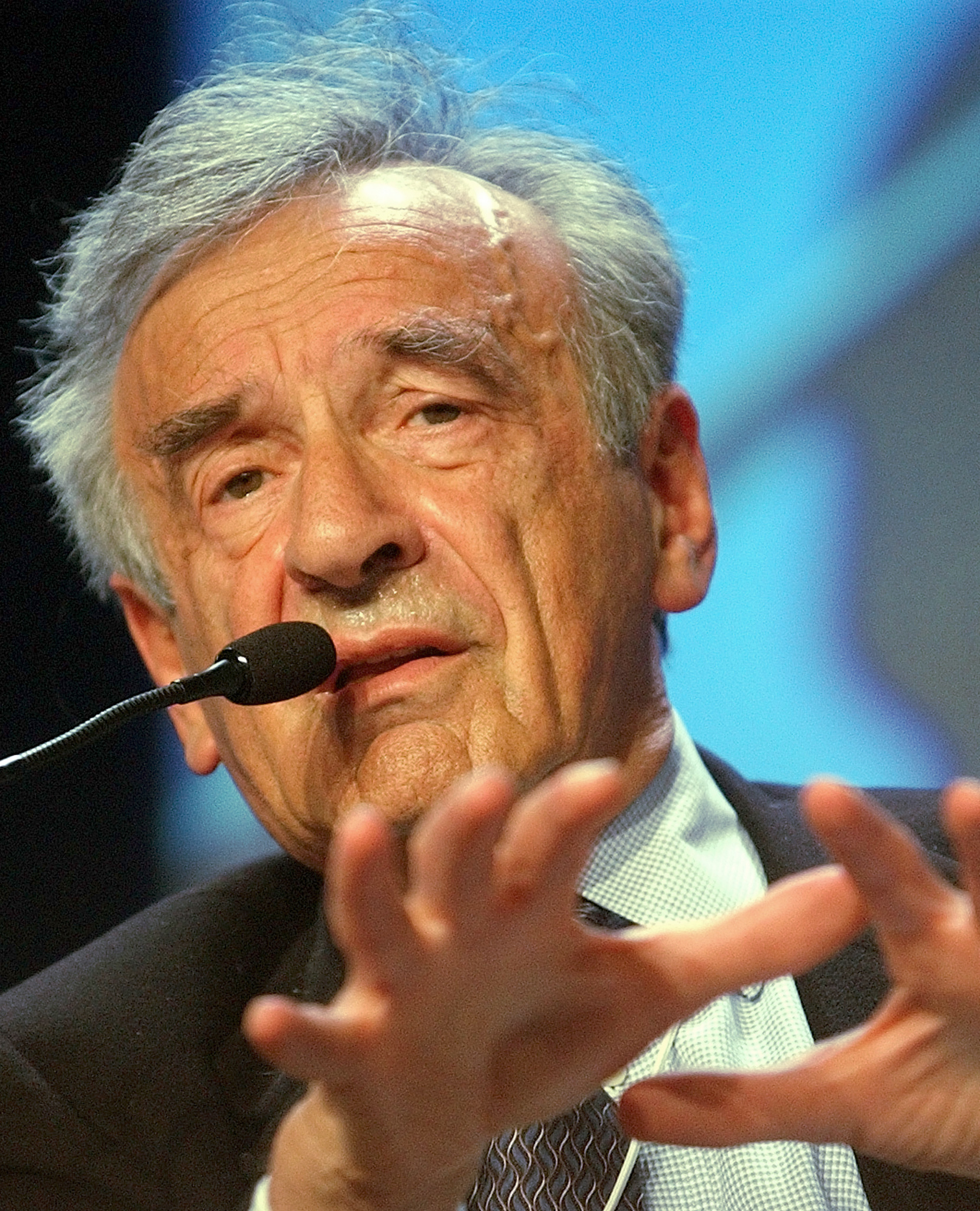
納粹大屠殺作家埃利·维瑟尔（图）1979年的剧作《审判上帝》认为上帝有责任维持十诫中的第一诫

人与神的契约是犹太教的根本。埃利·维瑟尔曾在奥斯威辛集中营目睹暴行，为此他于1979年推出剧作《审判上帝》（The Trial of God），主张人在遵守十诫的同时，上帝也应尽维持契约的义务。美术史学家马修·贝格尔（Matthew Baigell）认为，赫什对他和神的关系产生疑问，仿佛将先祖伦理（Pirkei Avot）中希勒尔长老提出的问题现代化：“我不为我，何人为我？我只为我，我为何物？此时不为，更待何时？”文学学者苏珊·克林根斯坦（Susanne Klingenstein）觉得从犹太学者的角度来看，书中对赫什的塑造有些不切实际，因为“义人的苦难”是“犹太思想中的大问题”。在她看来，赫什不过遇到基本的犹太教义问题，像他这样虔诚的信徒不可能会对这种问题苦恼。

## 出版史
《与上帝有约》共花费两年时间创作，作者尝试多种手法和风格，结合各种颜色、覆盖层和冲洗手段，最终确定采用深褐色调印刷和直线硬描风格。由于没有创作期限，埃斯纳可以反复修改直到满意为止。
埃斯纳打算让本书面向成年读者，希望能在书店而非漫画商店销售，为此他谢绝丹尼斯·基钦的出版邀约。虽有联系班坦图书公司（Bantam Books），但埃斯纳知道他们不会有兴趣出版漫画。为确保能与出版社编辑奥斯卡·戴斯特尔（Oscar Dystel）面谈，他把作品称为“图像小说”。戴斯特尔发现埃斯纳推荐的是漫画作品后表示班坦图书不会出版，但小出版商有可能接受。
纽约小出版商从男爵图书（Baronet Books）同意出版埃斯纳的作品，成书的标记页面印有“纽约州白原市”“贫寒之家出版社制作”字样。作者原订的书名包括《廉租公寓的故事》（Tenement Stories）、《布朗克斯的故事》（Tales from the Bronx），以及《布朗克斯的廉租公寓》（A Tenement in the Bronx），是从男爵图书决定借用第一个故事的名字为书起名《与上帝有约》，因为美国东部以外地区很少有人知道“廉租公寓”到底是什么意思。从男爵图书推出的贸易平装本印有“图像小说”字样，但从内容来看倒更像短篇故事集。从男爵图书的财务状况紧张，埃斯纳为此自掏腰包借钱给出版社，确保书能出版。
图书起初销量不佳，但市场需求随着时间的推移增长，厨房水槽出版社（Kitchen Sink Press）于1985年再版本书，DC漫畫也在2001年随作者的其他作品一起发布“威尔·埃斯纳图书馆”系列。2005年，W·W·诺顿公司出版单卷《与上帝有约三部曲》收藏版，包括《生命力》和《德罗普西大道》两部续作。从·诺顿公司的版本开始，包括后来的单行本，《与上帝有约》中都新增几页作者创作的内容（见内容摘要章节各故事简介）。图书已译成其他十余种语言版本，其中包括1984年的意第绪语版，这是书中许多角色常用的语言。
2018年，黑马漫画出版《威尔·埃斯纳的与上帝有约收藏版》。该版本分两卷，一卷完全遵照原版铅笔画稿以1比1的比例印刷，另一版是原版钢笔画。收藏版获2019年两项埃斯纳奖提名，编辑兼美术设计师约翰·林德（John Lind）最终拿下“最佳呈现奖”。

### 版本
- hardcover. Baronet Books. 1978. ISBN 978-0-89437-045-8.
- trade paperback. Baronet Books. 1978. ISBN 978-0-89437-035-9.
- softcover. Kitchen Sink Press. 1985. ISBN 978-0-87816-018-1.
- hardcover. Kitchen Sink Press. 1985. ISBN 978-0-87816-017-4.（精装书限量600本，镶装在作者的签名板上）[64]
- . DC Comics. 2001. ISBN 978-1-56389-674-3.
- . W. W. Norton. 2005. ISBN 978-0-393-06105-5.
- . W. W. Norton. 2006. ISBN 978-0-393-32804-2.
- Centennial Edition. W. W. Norton. 2017. ISBN 978-0-393-60918-9.
- . Kitchen Sink Books/Dark Horse Books. 2018. ISBN 978-1-50670-639-9.

## 评价和影响
大量文献声称《与上帝有约》是图像小说的开山之作，但这样的说法并不准确，漫画图书评论员理查德·凯尔（Richard Kyle）曾在1964年的漫画爱好者通讯稿中使用“图像小说”一词，杰克·卡兹1974年作品《第一王国》的封面也有，而且卡兹还曾在写给埃斯纳的信中用过。《与上帝有约》面世前已有多部图书长度漫画问世，例如米尔特·格罗斯（Milt Gross）1930年的《他对不起她》（He Done Her Wrong）。和过去的作品相比，《与上帝有约》能够引来更多关注一定程度上是因为埃斯纳在漫画界更具影响。本书是美国漫画史上的里程碑，这不仅是因其创作格式，更因为书中体现的文学抱负，以及在消除业界对漫画体裁固有印象上发挥的作用。
埃斯纳的漫画生涯从本作开始进入第三阶段，他继续创作图像小说，坚持时间之长超过之前的漫画杂志阶段和教育漫画阶段。漫画史学家菲奥雷（R. Fiore）指出，埃斯纳创作的图像小说让他得以保持“当代人物”的声望，而不仅仅是逐渐消逝在历史长河的古人。

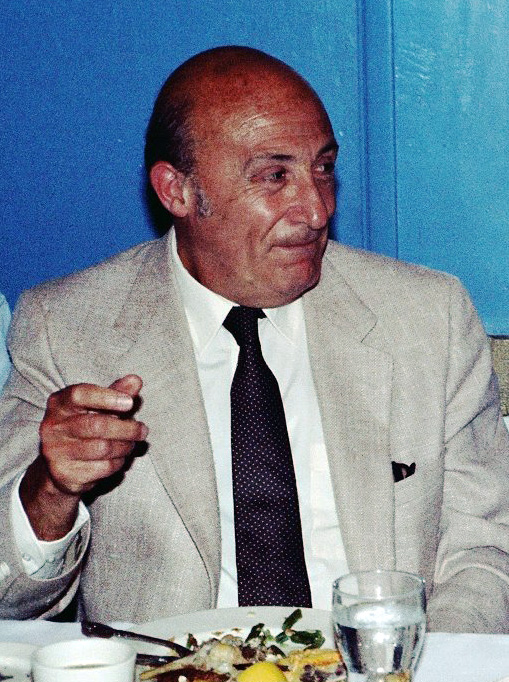
《与上帝有约》令威尔·埃斯纳（图）在漫画界的地位进一步提升

编辑·克里斯托弗·库奇（N. C. Christopher Couch）认为，埃斯纳通过本书对图像小说体载贡献巨大，过去的漫画出版很少涉及图书制作，但作者得以在美国视觉公司工作期间熟悉流程。《与上帝有约》顺利进入书店销售，只不过店主起初难以确定该放到哪类书架，上架第一年只卖出几千本。《与上帝有约》曾摆上曼哈顿的布伦塔诺（Brentano's）书店展示柜，据称颇为热销。停止展示推荐后，埃斯纳亲自到该店了解图书销售情况，书店经理称，《与上帝有约》起初摆在宗教书籍区，后改到幽默区，但顾客提出异议，觉得不该放在幽默区。最后经理放弃，把书堆进地窖。
图书获得评价界认可，起初的销售主要依靠口耳相传、爱好者杂志和贸易期刊，因为此时的主流报纸和杂志一般不会评述漫画。漫画杂志作家丹尼斯·奥尼尔声称《与上帝有约》是远超期望的杰作，他称赞书中将文字和图像结合来模仿记忆体验，超出纯文字表述的精准上限。奥尼尔的评论原载《漫画期刊》（The Comics Journal），后来成为图书再版时的序言。评论员戴尔·卢西亚诺（Dale Luciano）同样赞扬本书是“完美和精致相平衡的……杰作”，对厨房水槽出版社在1985年就敢于再版这样的“风险项目”致谢。
《与上帝有约》令威斯纳在漫画界的地位更形稳固，他的影响力也在纽约视觉艺术学院任教期间进一步提升。他在课堂上阐述自创漫画理论，后来还把课程集结成1985年的《漫画和顺序艺术》（Comics and Sequential Art）和1995年的《图像和视觉叙事》（Graphic Storytelling and Visual Narrative），其中1985年的著作还是首本讲解漫画形式和媒体的英语书籍。随着埃斯纳社会地位的提升，他前期作品和图像小说的出版商逐渐变得泾渭分明：·诺顿这类高端出版社发行图像小说，漫画等社会地位不及的出版商则专注《闪灵侠》之类超级英雄作品。《漫画期刊》评选“20世纪百大英语漫画”时将《与上帝有约》排在第57位，称赞作品是首位真·漫画媒体艺术家埃斯纳的杰作。
漫画家戴夫·辛（Dave Sim）自称曾反复阅读本书，但觉得文笔如此简洁的作品不大适合称为“图像小说”，他只需“20到30分钟”就能看完，觉得“相当于20页的短篇小说”。

## 改编
2010年7月24日，制片人达伦·迪恩（Darren Dean）、汤米·奥利佛（Tommy Oliver）、鲍勃·史瑞克（Bob Schreck）、迈克·鲁杰里奥（Mike Ruggerio）和马克·拉比诺维茨（Mark Rabinowitz）在圣地亚哥国际漫画展上宣布计划把《与上帝有约》改编成电影，由迪恩编剧，四个故事由四名导演分别摄制，但此后一直没有宣布项目进展。

### 脚注
1. 1 2  Rust 1999，第57頁.
2. 1 2 3 4  Royal 2011，第157頁.
3. ↑  Royal 2011，第151頁.
4. ↑  Dauber 2008，第23, 25頁.
5. ↑  Dauber 2008，第27頁.
6. 1 2  Kaplan 2010，第156頁.
7. ↑  Duncan & Smith 2013，第145頁.
8. ↑  Duncan & Smith 2013，第146頁; Vos 2010，第118頁.
9. 1 2 3 4  Schumacher 2010，第199頁.
10. 1 2 3  Duncan & Smith 2013，第147頁.
11. ↑  Duncan & Smith 2013，第147頁; O'Neil 1979，第53頁.
12. ↑  Lambert 2008，第46–47, 51頁.
13. 1 2  Brod 2012，第115頁.
14. ↑  Kaplan 2010，第153–156頁; Duncan & Smith 2013，第144–145頁.
15. ↑  Royal 2011，第163–164頁.
16. 1 2  Schumacher 2010，第197頁.
17. ↑  Schumacher 2010，第196–197頁.
18. ↑  Kaplan 2010，第156頁; Duncan & Smith 2013，第145頁.
19. ↑  Duncan & Smith 2013，第145–146頁.
20. 1 2 3 4 5 6 7  Schumacher 2010，第200頁.
21. ↑  Duncan & Smith 2013，第146頁; Royal 2011，第155–157頁.
22. ↑  Duncan & Smith 2013，第146頁.
23. ↑  Duncan & Smith 2013，第146–147頁.
24. 1 2  Royal 2011，第158–159頁.
25. 1 2 3 4  Royal 2011，第160頁.
26. ↑  Dauber 2008，第23頁.
27. ↑  Beeber 2008，第125頁.
28. ↑  Dauber 2008，第23–24頁.
29. ↑  Kaplan 2010，第151–153頁.
30. 1 2 3 4 5 6  Vos 2010，第117頁.
31. 1 2  Kaplan 2010，第153頁.
32. ↑  Andelman 2005，第292頁.
33. ↑  Andelman 2005，第292頁; Kaplan 2010，第153頁.
34. ↑  Royal 2011，第164頁.
35. 1 2  Andelman 2005，第287頁.
36. ↑  Andelman 2005，第131頁.
37. ↑  Andelman 2005，第289頁.
38. ↑  Andelman 2005，第288–289頁.
39. ↑  Duncan & Smith 2013，第149頁.
40. ↑  Weiner 2003，第20頁.
41. ↑  Roth 2010，第47頁.
42. ↑  Royal 2011，第160頁; Schumacher 2010，第197頁.
43. ↑  Duncan & Smith 2013，第149頁; O'Neil 1979，第53頁.
44. ↑  Roth 2010，第47, 49頁.
45. 1 2  O'Neil 1979，第53頁.
46. ↑  Roth 2010，第51頁.
47. ↑  Royal 2011，第154頁.
48. 1 2  Royal 2011，第159頁.
49. 1 2  Dauber 2008，第29頁.
50. ↑  Royal 2011，第157–158頁.
51. ↑  Royal 2011，第152–153頁.
52. ↑  Royal 2011，第151–153頁.
53. ↑  Schjeldahl 2005，第3頁.
54. ↑  Weaver 2012，第162頁.
55. ↑  Baigell 2007，第161頁.
56. ↑  Klingenstein 2007，第86頁.
57. ↑  Klingenstein 2007，第84–86頁.
58. 1 2  Andelman 2005，第288頁.
59. ↑  Duncan & Smith 2013，第144, 149頁.
60. 1 2 3 4  Duncan & Smith 2013，第144頁.
61. ↑  Kunka 2017，第28頁.
62. ↑  Schumacher 2010，第207頁.
63. ↑  Schumacher 2010，第2000頁.
64. 1 2 3  Luciano 1986，第49頁.
65. ↑  Duncan & Smith 2013，第147–148頁.
66. ↑  Kaplan 2006，第20頁; Duncan & Smith 2013，第148頁.
67. ↑  Royal 2011，第157, 160, 163–164頁.
68. ↑  Blue 2005.
69. ↑  Comics History: Lambiek at Kerkstraat 78 (1980-1985) & Lambiek.
70. ↑  McMillan 2019.
71. ↑  Lauer 2018.
72. 1 2  Duncan & Smith 2013，第148頁.
73. ↑  Williams 2010，第xiv頁; Duncan & Smith 2013，第148頁.
74. ↑  Duncan & Smith 2013，第149–150頁.
75. ↑  Fiore 2005，第184頁.
76. 1 2 3  Schumacher 2010，第205頁.
77. ↑  Schumacher 2010，第204–205頁.
78. 1 2  Andelman 2005，第291–292頁.
79. ↑  Schumacher 2010，第205–206頁.
80. ↑  O'Neil 1979，第52–53頁.
81. ↑  Dauber 2008，第25–26頁.
82. ↑  Roth 2010，第53頁.
83. ↑  Spurgeon 1999，第108頁.
84. ↑  Sim 2009，第42–43頁.
85. ↑  Hoffman 2012，第81頁.
86. ↑  Sim 2009，第42頁.
87. ↑  Sim 2009，第42頁; Hoffman 2012，第81頁.
88. ↑  Gustines 2010.

### 书籍
- Andelman, Bob. . M Press. 2005  [2020-09-11]. ISBN 978-1-59582-011-2. （原始内容存档于2021-02-11）.
- Baigell, Matthew. . Rowman & Littlefield. 2007  [2020-09-11]. ISBN 978-0-7425-4641-7. （原始内容存档于2021-02-11）.
- Beeber, Steven Lee. . Chicago Review Press. 2008  [2020-09-11]. ISBN 978-1-55652-761-6. （原始内容存档于2021-02-11）.
- Brod, Harry. . Free Press. 2012  [2020-09-11]. ISBN 978-1-4165-9845-9. （原始内容存档于2021-02-11）.
- Dauber, Jeremy. . Baskind, Samantha; Omer-Sherman, Ranen  (编). . Rutgers University Press. 2008: 22–42  [2020-09-11]. ISBN 978-0-8135-4367-3. （原始内容存档于2021-02-11）.
- Duncan, Randy; Smith, Matthew J. . ABC-CLIO. 2013  [2020-09-11]. ISBN 978-0-313-39923-7. （原始内容存档于2021-02-11）.
- Hoffman, Eric. . Hoffman, Eric  (编). . McFarland & Company. 2012: 77–96  [2020-09-11]. ISBN 978-0-7864-9032-5. （原始内容存档于2021-02-11）.
- Kaplan, Arie. . Chicago Review Press. 2006  [2020-09-11]. ISBN 978-1-55652-633-6. （原始内容存档于2021-02-11）.
- Kaplan, Arie. . Jewish Publication Society. 2010  [2020-09-11]. ISBN 978-0-8276-1043-9. （原始内容存档于2021-10-17）.
- Lambert, Josh. . Baskind, Samantha; Omer-Sherman, Ranen  (编). . Rutgers University Press. 2008: 43–63  [2020-09-11]. ISBN 978-0-8135-4367-3. （原始内容存档于2021-02-11）.
- Roth, Laurence. . Lewis, A. David; Kraemer, Christine Hoff  (编). . Continuum International Publishing Group. 2010: 44–62  [2020-09-11]. ISBN 978-0-8264-3026-7. （原始内容存档于2021-02-11）.
- Schumacher, Michael. . Bloomsbury Publishing. 2010  [2020-09-11]. ISBN 978-1-60819-524-4.
- Sim, Dave. . Harrigan, Pat; Wardrip-Fruin, Noah  (编). . MIT Press. 2009: 41–47  [2020-09-11]. ISBN 978-0-262-23263-0. （原始内容存档于2021-02-11）.
- Vos, Gail de. . Booker, M. Keith  (编). . ABC-CLIO. 2010: 116–118  [2020-09-11]. ISBN 978-0-313-35747-3. （原始内容存档于2021-02-11）.
- Williams, Paul. . University Press of Mississippi. 2010  [2020-09-11]. ISBN 978-1-60473-793-6. （原始内容存档于2021-02-11）.
- Weaver, Tyler. . CRC Press. 2012  [2020-09-11]. ISBN 978-0-240-82378-2. （原始内容存档于2021-02-11）.
- Weiner, Stephen. . NBM Publishing. 2003  [2020-09-11]. ISBN 978-1-56163-368-5.

### 其他来源
- Blue, Buddy. . U-T San Diego. 2005-12-04  [2015-10-25]. （原始内容存档于2015-10-25）.
- Fiore, Richard. . The Comics Journal. April–May 2005, (267): 183–186. ISSN 0194-7869.
- Gustines, George. . The New York Times. 2010-07-24  [2014-05-15]. （原始内容存档于2013-10-18）.
- Klingenstein, Suzanne. Walden, Daniel , 编. . Studies in American Jewish Literature (Purdue University Press). 2007: 81–88  [2020-09-11]. ISSN 0271-9274. （原始内容存档于2021-02-11）.
- Kunka, Andrew J. . Inks: The Journal of the Comics Studies Society (Ohio State University Press). Spring 2017, 1 (1): 27–39.
- O'Neil, Dennis. Thompson, Kim , 编. . The Comics Journal. 1979-05, (46): 52–53. ISSN 0194-7869.
- Luciano, Dale. Groth, Gary , 编. . The Comics Journal. 1986-02, (105): 46–49, 97. ISSN 0194-7869.
- Royal, Derek Parker. . College Literature. Summer 2011, 38 (3): 150–167. doi:10.1353/lit.2011.0035.
- Rust, David. Spurgeon, Tom , 编. . The Comics Journal. 1999-02, (210): 57. ISSN 0194-7869.
- Schjeldahl, Peter. . The New Yorker. 2005-10-17  [2019-12-21]. （原始内容存档于2019-12-21）.
- Spurgeon, Tom. Spurgeon, Tom , 编. . The Comics Journal. 1999-02, (210): 34–108. ISSN 0194-7869.
- . Lambiek.   [2020-09-11]. （原始内容存档于2018-10-23）.
- McMillan, Graeme. . The Hollywood Reporter. 2019-07-20  [2020-09-11]. （原始内容存档于2020-08-01）.
- Lauer, Emily. . WWAC. 2018-06-06  [2020-09-11]. （原始内容存档于2020-02-29）.